# Joe Burke
Pour les articles homonymes, voir Burke.
Joe Burke, né le 11 avril 1939 au sud de Loughrea (comté de Galway) et mort le 20 février 2021, est un musicien traditionnel irlandais, joueur d'accordéon.

## Biographie
Joe Burke vient au monde à Kilnadeema, (sud de Loughrea, comté de Galway), en 1939. On dit de lui qu'il a commencé à jouer de l'accordéon à l'âge de quatre ans.
Dans les années 50 il achète pour 5 livres son premier accordéon chez Waltons, à Dublin, accordéon qu'il possède toujours. Il se produit pour la première fois en concert en 1955.
En 1955, il rejoint le Leitrim Céilí Band, qui comprend des musiciens tels que Ned Coleman, Oliver Roland, Sean McGlynn, Paddy Doorley, Jack Derven, Mick Darcy et le flûtiste Paddy Carty. Le groupe remporte le titre All-Ireland Fleadh dans sa catégorie (Céilí Band) en 1959 et 1962.
Il remporte, dans la catégorie accordéon (bosca cheoil), le titre de All-Ireland Fleadh Championship en 1959 à Thurles, puis l'année suivante à Boyle. 
En 1961, il fait, pour la première fois, partie d'une tournée aux États-Unis, en compagnie des chanteurs Sean O'Siochain et Edmund Browne, et des harpistes Kathleen Watkins et Eileen Markey.
En 1970, il est couronné Traditional Musician of the Year par la radio irlandaise RTÉ (en). Avec elle, il enseigne régulièrement aux Willie Clancy Summer School, South Sligo Summer School et Joe Mooney Summer School.
Joe Burke publie en 1971 son premier LP en solo, Galway's Own, et tourne de façon intensive pendant les deux décennies suivantes. 
Il influence durablement le monde de l'accordéon diatonique. 
Il représente l'Irlande en 1989 et 1992 à l'International Accordion Festival de Montmagny (Québec), aux côtés du Cajun Marc Savoy et de l'accordéoniste de jazz, Art Van Damme (en).
Au cours de sa carrière, il s'est produit en tant que soliste au Carnegie Hall (New York), au Royal Albert Hall (Londres), à Paris et à San Francisco. Son style a également influencé celui de Marc Perrone dans le répertoire irlandais.
Son accordéon favori est un instrument sur mesures du facteur français Bertrand Gaillard.
Sa femme, Anne Conroy, qu'il épouse en 1990, est une accordéoniste et guitariste du groupe Oisin (en).
Burke retourne vivre à Kilnadeema en 1992 et continue d'enseigner et de jouer de la musique jusqu'à  sa mort le 20 février 2021.

## Discographie
Albums solo :
- Joe Burke (1973) ;
- The Tailor's Choice (1983) ;
- Happy To Meet Sorry To Part (1986) ;
- Pure Irish Traditional Music On The Accordion (1997) ;
- The Morning Mist (1999).

Sean McGuire et Joe Burke :
- Two Champions (1971).

Joe Burke et Charlie Lennon :
- Traditional Music of Ireland (1973) ;
- The Bucks of Oranmore (1996) ;
- The Morning Mist (2002) ;
- Two Classic Albums (2 CD - réédition de The Bucks of Oranmore plus The Traditional Music of Ireland).

Joe Burke, Andy McGann et Felix Dolan :
- A Tribute to Michael Coleman (1966) ;
- The Funny Reel. Traditional Music Of Ireland (1979).

Joe Burke, Brian Conway et Charlie Lennon :
- A Tribute to Andy McGann (2007).